# Natori, Miyagi
Natori (名取市 Natori-shi) là một thành phố thuộc tỉnh Miyagi, Nhật Bản.